# جودی هالیدی
جودی هالیدی (به انگلیسی: Judy Holliday) ‏(۲۱ ژوئن ۱۹۲۱ – ۷ ژوئن ۱۹۶۵) یک هنرپیشه آمریکایی بود.

## سال‌های آغازین زندگی
او با نام جودیت توویم (Tuvim نزدیک به واژه یهودی "yontoyvim" در ازای "Holidays" به معنی تعطیلات) در ۲۱ ژوئن ۱۹۲۱ در نیویورک زاده شد.
او تنها فرزند اِیب و هلن توویم با تبار یهودیان روسی بود. او در سانی‌ساید، کویینز، نیویورک بزرگ شد و از «دبیرستان جولیا ریچمن» دانش‌آموخته شد.
ضریب هوشی وی ۱۷۲ گزارش شده‌است.

## حرفه
هالیدی پیش از فعالیت حرفه‌ای‌اش را در نمایش‌ها و موزیکال‌های برادوی آغاز کند، اجرای بخشی از یک نمایش کاباره را به عهده داشت.
موفقیت او در ایفای نقش «بیلی داون» در نمایش متولد دیروز (۱۹۴۶)، باعث شد تا او در نسخه سینمایی این نمایش (محصول ۱۹۵۰) نیز بازی کند. این نقش‌آفرینی، جایزه اسکار بهترین بازیگر نقش اول زن و جایزه گلدن گلوب بهترین بازیگر زن فیلم موزیکال یا کمدی را نصیب او کرد.
هالیدی در طول دهه ۱۹۵۰، حضور مستمری در سینما داشت. او با نقش‌آفرینی در نمایش موزیکال «زنگ‌ها می‌زنند» در برادوی، مورد توجه بیشتر قرار گرفت و برنده جایزه تونی بهترین اجرای نقش اصلی زن در یک موزیکال شد. این بار نیز نقش اول نسخه سینمایی نمایش در سال ۱۹۶۰ به او سپرده شد.
در سال ۱۹۵۲، هالیدی برای پاسخگویی در برابر اتهام همکاری با کمونیسم، به کمیسیون امنیت داخلی سنا، فراخوانده شد. اگرچه او در لیست سیاه سینما قرار نگرفت، اما برای حدود سه سال در لیست سیاه رادیو و تلویزیون جا داشت.

## زندگی خصوصی
در سال ۱۹۴۸ با «دِیو آپنهایم» نوازنده کلارینت، و تهیه‌کننده موسیقی ازدواج نمود اما در ۱۹۵۸ از وی جدا شد. این زوج صاحب یک پسر به نام «جوناتان» شدند.

## درگذشت
جودی هالیدی بر اثر سرطان سینه در ۷ ژوئن ۱۹۶۵ در سن ۴۳ سالگی درگذشت و در گورستان وستچستر هیلز به خاک سپرده شد.
ستاره پیاده‌رو شهرت هالیوود 6901 Hollywood Blvd

## جوایز
- جایزه اسکار بهترین بازیگر نقش اول زن (۱۹۵۰)
- جایزه گلدن گلوب بهترین بازیگر زن فیلم موزیکال یا کمدی (۱۹۵۰)

## فیلم‌شناسی
- دهکدهٔ گرینویچ (۱۹۴۴)
- چیزی برای پسرها (۱۹۴۴)
- پیروزی در پرواز (۱۹۴۴)
- دنده آدام (۱۹۴۹)
- چشم‌وگوش‌بسته (۱۹۵۰)
- عروسی مهرآمیز (۱۹۵۲)
- ممکن است برای شما اتفاق بیفتد (۱۹۵۴)
- ‏Phffft!‏ (۱۹۵۴)
- کادیلاک محکم طلایی (۱۹۵۶)
- سرزنده (۱۹۵۷)
- زنگ‌ها می‌زنند (تلفنچی ناقلا) (۱۹۶۰)

## آثار نمایشی
- جامعه عزیزم (۱۹۴۲)
- آنها را از طرف من ببوس (۱۹۴۵)
- متولد دیروز (۱۹۴۶)
- دختر دلخواه (۱۹۵۱)
- زنگ‌ها می‌زنند (۱۹۵۶)
- لورت (۱۹۶۰)
- پرجنب و جوش (۱۹۶۳)